# Soisy-sur-École
Soisy-sur-École – miejscowość i gmina we Francji, w regionie Île-de-France, w departamencie Essonne.
Według danych na rok 1990 gminę zamieszkiwało 1311 osób, a gęstość zaludnienia wynosiła 114 osób/km² (wśród 1287 gmin regionu Île-de-France Soisy-sur-École plasuje się na 577. miejscu pod względem liczby ludności, natomiast pod względem powierzchni na miejscu 303.).